# Киро, Бачо
Бачо Киро (болг. Бачо Киро; 7 июля 1835, Бяла-Черква — 28 мая 1876, Велико-Тырново — болгарский писатель
, педагог и историк, революционер, полевой командир.

## Биография
Киро Занев родился 7 июля 1835 в селе Горные Турчета (ныне — город Бяла-Черква), в семье скотовода. В возрасте 6 лет остался без отца и вынужден был работать, чтобы семья имела хоть какие-то средства к существованию. Некоторые биографы утверждают, что в 1847 году его мать, Цона Добрева, отправила сына в Батошевский монастырь на обучение. В действительности, Батошевский монастырь был основан Миню Попкоевым лишь в 1872 году. 
На пути самообразования и напряженного труда Занев вырос как замечательный просветительский деятель. Он пользовался большим уважением как среди болгарского населения, так и среди местных турок. Писал стихи, посвящённые судьбе порабощённой Болгарии и призывал к восстанию против османского деспотизма. Написал также драму «Сиромах Танчо».
В 1870 году Бачо Киро основал первый сельский школьный театр в Болгарии. В 1870–1871 годах был редактором газеты «Македония» выходившей в Стамбуле. В начале Апрельского восстания 1876 года Бачо Киро возглавил повстанческую чету, которая потерпела поражение в бою с аскерами Февзи-паши. Бачо Киро оторвался от преследования, но односельчанин Тошо Франгов выдал туркам его укрытие. Бачо Киро был повешен в городе Велико-Тырново, по приговору османского суда.

## Творчество

### Опубликованные книги
- «Описание на деревню Горны Турчета» (1870).
- «Пътуванието на Бача Кира» (1873).
- «Второто пътувание на Бача Кира» (1874).